# Penisa rubrifuscaria
Penisa rubrifuscaria là một loài bướm đêm trong họ Noctuidae.